# Tim Hetherington
Tim Hetherington (puno ime Timothy Alistair Telemachus Hetherington; Birkenhead, Engleska, 5. prosinca 1970. – Misrata, Libija, 20. travnja 2011.) - britanski fotoreporter. Stvarao je knjige, filmove i ostala djela "u rasponu od instalacija, izložbi flajera do preuzimanja na dlanovniku", te je surađivao s časopisom Vanity Fair.
Hetherington je najpoznatiji po dokumentarnom filmu Restrepo (2010.), koji je režirao zajedno sa Sebastianom Jungerom. Restrepo je osvojio veliku nagradu žirija za najbolji dokumentarac na filmskom festivalu Sundance 2010., te je bio nominiran za Oscara 2011. Hetherington je osvajao razne nagrade, uključujući nagradu World Press Photo za fotografiju godine 2007. Poginuo je od šrapnela koji je doletio od minobacača ili od ručnog bacača granata koji su ispalile libijske snage dok je izvještavao o sukobu.

## Rani život i školovanje
Tim Hetherington se rodio u Birkenheadu u obitelji Alistaira i Judith (djevojačko Gillett) Hetherington, a odrastao je u Southportu u općini Sefton, gdje je pohađao katoličku osnovnu školu St. Patrick. Kasnije je pohađao katolički koledž Stonyhurst i proučavao antičku kulturu i englesku književnost u oksfordskom koledžu Lady Margaret Hall 1989. Ubrzo nakon diplome naslijedio je 5.000 funti od svoje bake, što mu je omogućilo da putuje dvije godine Indijom, Kinom i Tibetom. Na putu je shvatio da "želi stvarati slike", te je radio tri do četiri godine, pohađao večernju školu fotografije prije nego što se vratio u koledž." Zatim je studirao novinsku fotografiju kod Daniela Meadowsa i Colina Jacobsona u Cardiffu 1996. 

## Karijera
Hetherington je dobio prvi posao kao pripravnik u časopisu The Big Issue, u Londonu. Bio je njihov jedini fotograf, te je snimao skloništa za beskućnike, proteste, štrajkove lučkih radnika, boksačke dvorane, poznate osobe, itd. Nije volio fotografirati poznate osobe jer se želio fokusirati na ono što je smatrao važnijim pričama. Većinu sljedećeg desetljeća je proveo u Zapadnoj Africi, gdje je dokumentirao prevrat i njegov utjecaj na svakodnevni život u Liberiji, Nigeriji i ostalim zemljama. Hetherington je radio kao fotograf na filmovima Liberia: An Uncivil War (2004.) i The Devil Came on Horseback (2007.) Godine 2006. Hetherington je uzeo pauzu od fotografiranja te radio kao istražitelj za odbor za sankcije u Liberiji pri Vijeću sigurnosti Ujedinjenih naroda.
Hetherington je putovao nekoliko puta u Afghanistan, 2007. i 2008., s piscem Sebastianom Jungerom za časopis Vanity Fair. Bili su dodijeljeni jednom vodu kopnene vojske SAD-a (Drugi vod, borbena satnija, 2. bojna, 503. pješačka pukovnija (SAD), 173. zračno-desantna divizija) koji je služio na udaljenoj predstraži u dolini Korengal. Tamo su snimili dokumentarni film Restrepo i Afghanistan - The Other War, koji je bio emitiran u programu Nightline ABC Newsa. Hetheringtonova knjiga Infidel se temelji na istom vodu.

Godine 2010. je režirao kratkometražni film Diary:
Diary je vrlo osoban i eksperimentalan film koji izražava subjektivno iskustvo mog rada, te je stvoren kao pokušaj da pronađem sebe nakon deset godina izvještavanja. To je kaleidoskop slika koji povezuje našu zapadnjačku stvarnost s naizgled udaljenim svjetovima koje vidimo u mediju.

## Smrt
U intervjuu u lipnju 2010. godine za The New York Times, kad ga je fotoreporter Michael Kamber pitao o Infidelu, knjizi koju je napravio s izdavačem Chrisom Bootom, i koja je upravo trebala biti izdana, Hetherington je komentirao razinu opasnosti koju je susreo radeći na njoj:
Prvi put kad sam otputovao u Afghanistan, 2007., svijet je bio vrlo usredotočen na Irak. Ljudi su zaboravili, - i sad smo to prihvatili, - da će rat u Afganistanu biti izvan kontrole. Kad sam došao u dolinu Korangal, gdje su se vodile borbe, potpuno sam se iznenadio. Bio sam zaprepašten. Pri kraju listopada 2007. 70 posto svih američkih bombi je bilo bačeno u tu dolinu, a stopa žrtava je iznosila 25 posto ranjenih. Zato su slike koje sam napravio bile jako usmjerene na akciju. Novinska fotografija. Podsjeća na klasičnu ratnu fotografiju. Učinio sam to jer sam želio da ljudi vide da su se tamo vodile mnoge borbe. Ipak, vratio sam se i borba mi je na neki način bila dosadna. Jer kada ste često u borbi nakon nekog vremena, često - znate? Ako ste u bazi koju napadaju, kao što je bio Restrepo, nalazite se u stvarno dobrom položaju. Vjerojatnost da vas ubiju je poprilično niska, osim ako ne pucaju iz minobacača na vas.
Hetherington je poginuo dok je izvještavao s prvih linija okupiranog grada Misrate u Libiji, tijekom rata u Libiji 2011. Ne zna se da li je poginuo od šrapnela koji je doletio od minobacača ili ručnog bacača granata Prema jednom izvještaju "nekoliko libijskih pobunjenika" je bilo ubijeno u eksploziji, a barem dva ostala novinara je preživjelo. U istom je napadu ubijen fotograf Chris Hondros, ozbiljno ranjen fotograf Guy Martin, te ranjen fotograf Michael Christopher Brown.
Izvor je rekao da je grupa putovala s pobunjenicima. Hetherington je objavio poruku na Twitteru prethodnog dana: 
U okupiranom libijskom gradu Misrati. Nasumično granatiranje Gadafijevih snaga. Nema znaka NATO-u.
 Hetherington je preživio napad i bio je ukrcan živ u kombi, ali je preminuo od prevelikog krvarenja.
Hetherington je pokopan na groblju Brompton u Londonu. Iza sebe je ostavio roditelje, sestru, brata i nekoliko nećaka i nećakinja.
Samo nekoliko dana nakon njegove smrti u Misrati libijski grad Ajdabija je preimenovao svoj najveći trg u njegovu čast. Antigadafijevski prosvjednici su također održali marš na preimenovanom trgu u njegovu čast. "Nazvali smo trg po ovom heroju i sada smatram Tima jednim od naših mučenika.", Al Jazeera je citirala libijskog kirurga iz grada.
Senator John McCain je poslao dvije američke zastave na memorijalnu službu u New Yorku; jedna je dana obitelji Hetherington, a druga Idil Ibrahim, Hetheringtonovoj partnerici i suradnici u kompaniji Zeila Films, gdje je radio kao glavni snimatelj. Zastave su donijela četiri američka veterana borbene satnije 173. zračno-desantne divizije iz Afganistana, koji su "mnogo puta... bili po paljbom s Timom" i Junger, koji je napisao govor za službu.

## Nagrade
- 1999.: World Press Photo, 2. nagrada, Sportske priče.[29]
- 2000. – 2004.: stipendija zaklade NESTA "da se istraži kako mrežna tehnologija može ponovo osmisliti tradicije dokumentarne fotografije da osigura ostane relevantna u 21. stoljeću".[30]
- 2001.: World Press Photo, 1. nagrada, Portretne priče.[31]
- 2002.: stipendija zaklade Hasselblad[32]
- 2007.: World Press Photo, nagrada za fotografiju godine za fotografiju doline Korangal.[33]
- 2007.: World Press Photo, 2. nagrada, Opće vijesti.[33]
- 2008.: nagrada Rory Peck za Kolumne.[34]
- 2009.: nagrada Alfred I. duPont za TV novinarstvo.[35]
- 2010.: filmski festival Sundance, velika nagrada žirija za najbolji dokumentarac za Restrepo (sa Sebastianom Jungerom).[3]
- 2011.: Oscar, nominacija za najbolji dokumentarac za Restrepo.[6]
- 2011.: IAVA (Američki veterani Iraka i Afganistan), nagrada "Leadership in Entertainment", postumno, za rad na Restrepu.[36]
- 2011.: nagrada kluba Frontline, postumno, zajedno s fotoreporterom Chrisom Hondrosom i Antonom Hammerlom.[37]
- 2013.: nagrada McCrary za izvrsnost u novinarstvu.[38]

## Knjige

### Knjige koje je napisao Hetherington
- Long Story Bit by Bit: Liberia Retold, New York, 2009., ISBN 1-884167-73-X.
- Infidel, London, 2010., ISBN 1-905712-18-9. Uvod Sebastiana Jungera.

### Knjige nastale u suradnji s Hetheringtonom
- Tales from a Globalizing World, London, 2003., ISBN 978-0-500-28432-2. Ur. Daniel Schwartz. Hetherington je autor kratkog eseja, "Healing Sport", i fotografija uz tekst.
- The World’s Top Photographers: Photojournalism., Brighton & Hove, 2006., ISBN 978-2-88893-092-1. Hetherington je autor fotografija. Ur. Andy Steele.

### Knjige o Hetheringtonu
- Huffman, Alan, Here I am: The Story of Tim Hetherington, War Photographer., New York, 2013., ISBN 978-0-8021-2090-8.

## Izložbe
- 2009.: Home For Good, grupna izložba, New York Photo Festival, New York.[39]
- 2009.: Liberia Long Story Bit by Bit: Liberia Retold, National Medium Museum, London.[40]
- 2010.: Infidel, Foto8, HOST Gallery, London.[41]
- 2010.: Liberia Retold i Sleeping Soldiers, Guernsey Photography Festival, Guernsey.[42]
- 2012.: In Afghanistan, s Lynsey Addario, Nobel Peace Center, Oslo, Norveška.[43]
- 2013.: Tim Hetherington: You Never See Them Like This, Open Eye Gallery, Liverpool.[44]
- 2014.: Tim Hetherington: Infidel, Photofusion, London.[45][46]
- 2016.: Infidel, The John Lennon Art and Design Building, Liverpool John Moores University, Liverpool.[47]

## Filmografija

### Hetheringtonovi filmovi
- Sleeping Soldiers, 2009., kratki film.[48]
- Diary, 2010., kratki film[49][50]
- Restrepo (sa Sebastianom Jungerom), 2010., dugometražni film.

### Doprinosi filmovima
- Liberia: An Uncivil War (2004.), dugometražni film (snimatelj).[13]
- The Devil Came on Horseback (2007.), dugometražni film (snimatelj).[51]
- Korengal (2014.), nastavak Restrepa, dugometražni film (snimatelj i fotograf).[52]

## Naslijeđe
World Press Photo i Human Rights Watch godišnje dodjeljuju stipendiju Tim Hetherington fotografu koji je sudjelovao u nedavnom natječaju WPP-a s ciljem završetka projekta o ljudskim pravima.
Dokumentarni film Sebastiana Jungera, Which Way Is the Front Line From Here? The Life and Time of Tim Hetherington (2013.), u produkciji HBO Films, posveta je Hetheringtonu.
Hetheringtonov rad zastupa Magnum Photos, a sam Hetherington se spremao podnijeti zahtjev za članstvo prije nego što je preminuo.

### ZakladaTim Hetherington
Zakladu su utemeljili 2012. godine Hetheringtonovi roditelji Judith i Alistair, a izvršni direktor je Stephen Mayes. Zadatak je zaklade "očuvati naslijeđe Timovog profesionalnog života kao vizualnog pripovjedača i zaštitnika ljudskih prava", uključujući "potporu i razvoj novog rada koji nastavlja ideale koje je pokazao Tim s posebnim naglaskom na humanitarni i društveni interes".

### Knjižnica fotografskih knjigaTim Hetherington
Knjižnica sadrži otprilike 1200 fotografskih knjiga, a nalazi se u dokumentarnom centru Bronx u New Yorku. Knjige su donirali Hetheringtonovi roditelji (donirali su zbirku knjiga svojeg sina), te zaklada Aperture, Radius Books, Eugene Richards i Peter van Agtmael.